# Reine Männersache (2014)
Reine Männersache (im Original Date and Switch) ist eine US-amerikanische Coming-of-Age-Komödie aus dem Jahr 2014, nach einem Drehbuch von Alan Yang und unter Regie von Chris Nelson mit Nicholas Braun und Hunter Cope in den Hauptrollen. Reine Männersache feierte seine Deutschlandpremiere am 14. Juni 2014 im Rahmen der homochrom-Filmreihe in Dortmund und Düsseldorf.

## Handlung
Die besten Freunde Matty und Michael sind beide noch Jungfrauen und schließen einen Pakt, dass sie noch vor dem Wechsel auf das College ihre Jungfräulichkeit verlieren. Matty offenbart, dass er schwul ist, Michael gesteht, dass er auf Em, die Exfreundin von Matty steht. Da Em Michael erklärt, dass sein Freund Matty seine Unterstützung braucht, begleitet Michael Matty in den einzigen Schwulenclub der Stadt, um dort einen Freund für Matty zu finden, überraschend treffen sie dort jedoch zwei ihrer Lehrer. Vor dem Club lernen sie Greg, einen jungen schwulen Mann kennen.
Nach einer Party hat Matty betrunken Sex mit Em und wenig später auch mit Greg. Gleichzeitig beginnt Michael mehr Zeit mit Em zu verbringen, beendet das ganze jedoch wieder, als Em ihm von der Nacht mit Matty erzählt. Es kommt zum Konflikt zwischen den beiden besten Freunden. Während Michael in die Schwulenbar fährt und dort Greg trifft, spricht Matty nicht mehr mit Em und Michael.
Am Tag des Abschlussballs bringt Michael Greg als sein Date mit, während Matty Em mitbringt. Michael betritt die Bühne und entschuldigt sich mit einem Lied bei Matty. Michael und Matty entschuldigen sich bei Em und Greg und die vier verlassen den Abschlussball um einen Haschkeks zu essen. Zu high um wieder auf den Abschlussball zu gehen feiern sie die Nacht durch im Schwulenclub.

## Produktion
Yang schrieb das Drehbuch bereits mehrere Jahre vor Drehbeginn unter dem Titel Gay Dude basierend auf dem eigenen Erlebnis, dass ihm ein Schulkamerad erzählt hatte, dass er schwul ist. Im Jahr 2008 war das Drehbuch in der Black List, eine jährliche Umfrage, welche beliebte und nicht verfilmte Drehbücher auflistet, gelistet.
Produziert wurde Reine Männersache von Lionsgate im Rahmen eines Pakets von 10 Mikrobudget-Filmen mit jeweils 2 Millionen US-Dollar. Letztlich hatte der Film jedoch ein Budget von 6 Millionen US-Dollar. Yang und dem schwulen Regisseur Nelson war wichtig, dass der Film nicht schwule Stereotypen oder Klischees erfüllt. Die Dreharbeiten fanden in Vancouver statt.
Die Kinopremiere in den USA fand am 24. Februar 2014 statt, am gleichen Tag wurde der Film als Video-on-Demand freigegeben. Die Deutschlandpremiere feierte Reine Männersache im Rahmen der homochrom-Filmreihe im Ruhrgebiet am 14. Juni 2014, die DVD-Veröffentlichung in Deutschland war am 25. Juni 2014.

## Rezeption
Auf Rotten Tomatoes vergaben nur 38 Prozent der über 800  Zuschauer und lediglich 30 Prozent der 10 Kritiker mehr als 3,5 Sterne, damit wird der Film als rotten eingeordnet, in der Internet Movie Database bewerteten knapp 7.500 Zuschauer den Film im Durchschnitt mit 5,7 von 10 Sternen. Auf Metacritic erreicht der Film 56 von 100 möglichen Punkten, basierend auf 8 Kritiken.
Rajko Burchardt schreibt auf kino-zeit.de, der Film sei nicht sonderlich tiefsinnig, aber durch den Bromance-Humor unterhaltsam. Die zentrale Konstellation bleibt aus seiner Sicht gleich, auch wenn einer der Protagonisten statt eines Mädchens einen Jungen suche.